# Getto van Międzyrzec Podlaski
Het getto van Międzyrzec Podlaski was een getto opgericht door nazi-Duitsland tijdens de Tweede Wereldoorlog. Het getto, gelegen in Międzyrzec Podlaski (Polen), werd in eerste instantie opgericht om Joden tijdelijk in te huisvesten en, net als de andere getto's, gebruikt als tussenstation voor een verdere verplaatsing van de Joden.

## Geschiedenis
In september 1939, kort na de aanval van de Sovjet-Unie op Polen, veroverde het Rode Leger de stad Międzyrzec Podlaski. Zoals reeds afgesproken in het Molotov-Ribbentrop-pact, werd de stad begin oktober 1939 overgedragen aan de Duitsers. Ongeveer tweeduizend Joden verlieten, in navolging van de Russische troepen, de stad en trokken naar door de Sovjet-Unie bezet gebied. Al snel richtten de Duitsers een getto op in de stad, met een capaciteit van circa 20.000 Joden.
Op 25 en 26 augustus 1942 vonden de eerste deportaties plaats. Tijdens deze twee dagen werden ongeveer tienduizend Joden naar vernietigingskamp Treblinka gedeporteerd. In oktober werden nog eens twee selectieronden voor deporaties naar het vernietigingskamp uitgevoerd, waarbij meer dan 3.000 mensen werden afgevoerd. 
Op 7 en 8 november vonden er wederom grootschalige deporaties plaats. Tussen de twee- en drieduizend personen werden gedeporteerd naar Treblinka. Na deze deportaties waren er nog circa duizend Joden in het getto aanwezig. Joden uit de omliggende dorpen en bossen, die daar waren ondergedoken, keerde hierna terug naar het getto, ervan uitgaande dat er geen deportaties meer zouden plaatsvinden. Dit was echter niet het geval, want op 30 april 1943 werd een groep van duizend Joden naar vernietigingskamp Majdanek gedeporteerd. Hierbij waren ook de leden van de Judenrat en de Judenpolizei inbegrepen. 
Op 26 mei 1943 vond de laatste ronde deporaties plaats. Tussen de zevenhonderd en duizend Joden werden naar Majdanek afgevoerd. In het getto bleven nog ongeveer tweehonderd Joden achter. Zij moesten de huizen in het getto schoonmaken. Enkelen hiervan vluchtten naar de omliggende bossen.
Op 17 juli 1943 werd het getto ontruimd. De laatste honderdzeventig gevangenen werden op die dag doodgeschoten en de stad werd officieel "Judenfrei" verklaard. In totaal werden 24.000 Joden in het getto gehuisvest. Hiervan overleefde ongeveer 1% de oorlog.
Alfabetisch op naam.  Indien een kamp meerdere rollen had, staat het in de "hoogste" groep.
Zie ook: Lijst van naziconcentratiekampen · Jappenkampen in Nederlands-Indië · Lijst van jappenkampen